# A47 (Frankrijk)
De A47 is een autosnelweg gelegen in Frankrijk, die de plaatsen Givors (bezuiden Lyon) en Saint-Étienne met elkaar verbindt. De weg die in totaal ongeveer 45 kilometer lang is, werd voltooid in 1983.
De snelweg werd voor een groot deel aangelegd op het gedempte Canal de Givors tussen Rive-de-Gier en Givors. Dat kanaal werd aangelegd in de 18e eeuw maar na de komst van de spoorweg in 1830 raakte het in onbruik.

## Knooppunten
De A47 heeft knooppunten met de:
- A7 en de A46 bij Chasse-sur-Rhône
- Met de A72 als RN88 ten zuiden van Saint-Étienne

## Departementen
De A47 doorkruist drie departementen: Isère, Rhône en Loire.